# Cinque Nazioni 1964
Il Cinque Nazioni 1964 (in inglese 1964 Five Nations Championship; in francese Tournoi des Cinq Nations 1964; in gallese Pencampwriaeth y Pum Gwlad 1964) fu la 35ª edizione del torneo annuale di rugby a 15 tra le squadre nazionali di Francia, Galles, Inghilterra, Irlanda e Scozia, nonché la 70ª in assoluto considerando anche le edizioni dell'Home Nations Championship.
Per la quattordicesima volta nella storia del torneo, esso fu condiviso: ad aggiudicarselo furono il Galles e la Scozia, rispettivamente al loro ventunesimo e diciassettesimo titolo.
La classifica definitiva maturò nel penultimo sabato di gare, quando il Galles perse l'occasione di vincere il titolo in solitaria pareggiando a Cardiff contro la Francia; la Scozia suggellò il titolo conquistando anche la prima Calcutta Cup dopo 14 edizioni.
All'ultimo posto col cucchiaio di legno rimase l'Irlanda, battuta e scavalcata nell'ultima partita del torneo dalla Francia allo stadio di Colombes.
Il valore delle marcature, come stabilito dall’IRFB nel 1948, era: 3 punti per ciascuna meta (5 se trasformata), 3 punti per la realizzazione di ciascun calcio piazzato, mark o drop.

## Nazionali partecipanti e sedi
| Squadra     | Città     | Impianto interno      |
| ----------- | --------- | --------------------- |
| Francia     | Colombes  | Stadio Yves du Manoir |
| Galles      | Cardiff   | Arms Park             |
| Inghilterra | Londra    | Twickenham            |
| Irlanda     | Dublino   | Lansdowne Road        |
| Scozia      | Edimburgo | Murrayfield           |

## Risultati
| Arbitro: | Ray Williams |

|                   |    |  |
| Laughland Thomson | mt |  |
| Wilson (2)        | tr |  |

| Arbitro: | Kevin Kelleher |

|              |    |          |
| Perry Ranson | mt | Bebb (2) |

| Arbitro: | Peter Brook |

|                    |      |           |
| Bradshaw B. Thomas | mt   | Laughland |
| Bradshaw           | tr   |           |
| Bradshaw           | c.p. |           |

| Arbitro: | Gwynne Walters |

|         |    |                           |
| Rogers  | mt | Casey Flynn (2) N. Murphy |
| Willcox | tr | Kiernan (3)               |

| Arbitro: | Gwynne Walters |

|         |      |          |
| Darrouy | mt   | Phillips |
|         | c.p. | Hosen    |

| Arbitro: | Arthur Luff |

|         |      |            |
| Kiernan | c.p. | Wilson (2) |

| Arbitro: | Arthur Luff |

|           |    |                             |
| Keogh (2) | mt | Dawes D. Watkins S. Watkins |
|           | tr | Bradshaw (3)                |

| Arbitro: | H.B. Laidlaw |

|              |      |                |
| S. Watkins   | mt   | Crauste        |
| Bradshaw     | tr   | Albaladejo     |
| Bradshaw (2) | c.p. | Albaladejo (2) |

| Arbitro: | Ray Williams |

|                         |      |            |
| Bruce Glasgow J. Telfer | mt   | Rogers     |
|                         | tr   | Wilson (3) |
|                         | c.p. | Hosen      |

| Arbitro: | Gwynne Walters |

|                                           |      |        |
| Arnaudet Crauste Darrouy (2) Herrero Lira | mt   | Casey  |
| Albaladejo (3)                            | tr   |        |
| Dedieu                                    | drop | Gibson |

## Classifica
| Pos | Squadra     | G | V | N | P | PF | PS | DP  | Pt |
| --- | ----------- | - | - | - | - | -- | -- | --- | -- |
| 1   | Galles      | 4 | 2 | 2 | 0 | 43 | 26 | +17 | 6  |
| 2   | Scozia      | 4 | 3 | 0 | 1 | 34 | 20 | +14 | 6  |
| 3   | Francia     | 4 | 1 | 1 | 2 | 41 | 33 | +8  | 3  |
| 4   | Inghilterra | 4 | 1 | 1 | 2 | 23 | 42 | −19 | 3  |
| 5   | Irlanda     | 4 | 1 | 0 | 3 | 33 | 53 | −20 | 2  |